# سونیا لومه
سونیا لومه (به انگلیسی: Sonja Lumme) (زاده ۶ اکتبر ۱۹۶۱) خواننده فنلاندی است.
او نماینده فنلاند در مسابقه آواز یوروویژن ۱۹۸۵ بود.